# Ctenomys fochi
Ctenomys fochi és una espècie de mamífer rosegador de la família dels ctenòmids. És endèmic del sud-oest de la província de Catamarca (Argentina). Se sap molt poca cosa sobre el seu hàbitat i la seva història natural, en gran part perquè fins ara només se l'ha trobat en una sola localitat. Es desconeix si hi ha cap amenaça significativa per a la supervivència d'aquesta espècie.
Aquest tàxon fou anomenat en honor del militar francès Ferdinand Foch.